# Алис Пагани
Алис Пагани (итал. Аlice Pagani, Асколи Пичено, 19. фебруар 1998) је италијанска глумица. Позната је по улози Лудовике Сторти у телевизијској серији Baby.

## Биографија
Рођена је у Асколи Пичену, током основне школе, са само 13 година, прави прве кораке у свету моде позирајући за фотографе из Сан Бенедета дел Тронта, Рима и Милана. Амбициозна уметница, уписује се у уметничку школу Osvaldo Licini di Ascoli Piceno. Са 17 година се сели у Рим. Далеко од породице,  интересује се за биоскоп и похађа разне курсеве глуме.
2021. године Андреа де Сика ју је одабрао за улогу Мирте, протагонисту филма Non mi uccidere коју је написао Ђани Ромоли, колектив Grams и Андреа де Сика, у продукцији Warnes Bros Pictures и заснованој на истоименом роману књижевнице Кјаре Палацоло. У мају 2021. дебитовала је као писац објављивањем свог првог романа, Oфелија, за издавачку кућу Mondadori Electa.

## Кинематографија

#### Биоскоп
- Класа Z, (итал. Classe Z) режирао Гвидо Кјеза
- Они, (итал. Loro) режирао Паоло Сорентино (2018)
- Они 2, (итал. Loro 2) режирао Паоло Сорентино (2018)
- Успомене?, (итал. Ricordi?) режирао Валерио Мијели (2018)
- Oтровна ружа [3](итал. La rosa velenosa), режирао Џорџ Гало, Франческо Ћинквемани и Luca Giliberto (2019)

#### Teлевизија
- Baby, режирао Андреа де Сика, Ана Негриi и Летизија Ламартире - ТВ серија (2018-2020)

- Немојте ме убити (итал. Non mi uccidere), режирао Андреа де Сика - ТВ филм (2021)

## Синхронизација
- I Croods 2 - Нова ера [4](итал. Una nuova era), режирао Joel Crawford (2020) - глас Hip Crood

## Књиге

### Романи
- Оphelia, Mondadori Electa, 2021

## Видео клип
- 2021 - Ми смо ту (итал. Siamo qui) - Васко Роси, режирао Пепси Романов